# Плебуль
Плебу́ль (фр. Pléboulle, брет. Pleboull, галло Plébóll) — коммуна во Франции, находится в регионе Бретань. Департамент — Кот-д’Армор. Входит в состав кантона Пленёф-Валь-Андре. Округ коммуны — Динан.
Код INSEE коммуны — 22174.

## География
Коммуна расположена приблизительно в 350 км к западу от Парижа, в 75 км северо-западнее Ренна, в 34 км к востоку от Сен-Бриё.
Коммуна расположена на берегу залива Сен-Мало. Вдоль западной границы коммуны протекает река Фремюр.

## Население
Население коммуны на 2016 год составляло 859 человек.
| 1962 | 1968 | 1975 | 1982 | 1990 | 1999 | 2008 | 2016 |
| ---- | ---- | ---- | ---- | ---- | ---- | ---- | ---- |
| 742  | 780  | 711  | 686  | 711  | 662  | 718  | 859  |

## Администрация
| Период | Период | Фамилия          | Партия       | Примечания |
| ------ | ------ | ---------------- | ------------ | ---------- |
| 2001   | 2008   | Робер Гельфюкси  | Разные левые |            |
| 2008   | 2014   | Аделин Гельфюкси | Разные левые |            |
| 2014   |        | Мирьям Шердель   | Разные левые |            |

## Экономика
В 2007 году среди 441 человека в трудоспособном возрасте (15—64 лет) 302 были экономически активными, 139 — неактивными (показатель активности — 68,5 %, в 1999 году было 64,0 %). Из 302 активных работали 272 человека (160 мужчин и 112 женщин), безработных было 30 (6 мужчин и 24 женщины). Среди 139 неактивных 31 человек были учениками или студентами, 62 — пенсионерами, 46 были неактивными по другим причинам.

## Достопримечательности
- Башня Монбран[фр.] (XII век). Исторический памятник с 1994 года[3]
- Церковь Св. Павла (IX век)
- Часовня Нотр-Дам (1160 год)